# 牛奶咖啡
牛奶咖啡（Milk Coffee）是一个中国流行音乐组合。成立于2004年，由富妍（KiKi）与周格非组成。
在成立牛奶咖啡之前，富妍、格非和陈清曾组成过HappyBerry乐队，该乐队曾获得康师傅冰红茶新人奖。
2005年末，牛奶咖啡发行第一张专辑《燃烧吧！小宇宙》，正式出道。组合的整体音乐风格新鲜、清新、温暖，被其自称为“牛奶咖啡音乐”。组合成立之初，经人提议，牛奶咖啡决定在组合名称中加一个“@”，即为“牛奶@咖啡”，体现电子迷幻音乐的风格。
2009年，与原唱片公司摩登天空解约之后，乐队名称改回“牛奶咖啡”。2010年9月，牛奶咖啡签约华谊兄弟音乐公司，2016年解约，后经纪约转由好奇音乐接手。

## 乐队历史
- 2004年 牛奶@咖啡乐队成立，并签约摩登天空唱片公司。
- 2005年12月27日 发行首张专辑《燃烧吧！小宇宙》。
- 2006年5月3日 获得北京流行音乐典礼“2005年度先锋创作新人奖”。
- 2008年3月18日 发行专辑《越长大越孤单》。
- 2009年9月15日 乐队主唱kiki在博客中发表声明，与摩登天空解约。
- 2009年11月4日 乐队在博客中发表声明，将乐队名称由“牛奶@咖啡”改为“牛奶咖啡”。[1]
- 2010年9月27日 发行专辑《給你點兒顏色》[2]，成立“牛奶咖啡音乐工作室”独立制作音乐。
- 2011年1月8日 乐队主唱kiki在“2010江苏卫视·百度网络沸点”与熊乃瑾、丛浩楠演唱歌曲《活力闪耀》。[3]
- 2016年2月26日 參加第三季《中國好歌曲》，以一首〈Let you go〉成功入選，加入范曉萱導師戰隊。

## 专辑
| 專輯 # | 專輯名稱            | 專輯類型 | 發行日期  | 曲目 |
| ------ | ------------------- | -------- | --------- | --- |
| 1st    | 燃烧吧！小宇宙      | 專輯     | 2005年    | 曲目 - 燃烧吧！小宇宙 - Lasia - 只有我们知道的地方 - 感谢 - 一起来 - 世界另一面 - 太空蛋糕 - 小王子 - 月亮上的花园 - 美丽片段                                        |
| 2nd    | 越长大越孤单        | 專輯     | 2008年    | 曲目 - 穿越珊瑚海 - 越长大越孤单 - 如果明天 - 我不是Rock N'Roll - 咖喱咖啡 - 蝶恋花 - 爱的旋律 - 小丑 - 完美生活 - 夜 - Bonus : 快乐星猫                             |
| 3rd    | 习惯了寂寞          | 專輯     | 2009年    | 曲目 - 习惯了寂寞 - 两小无猜 - 我不想说再见（最寒冷的季节） - kiki的悄悄话 - 晚安，晚安（录音室版） - 习惯了寂寞（伴奏） - 两小无猜（伴奏） - 最寒冷的季节（伴奏）   |
| 4th    | 給你點兒顏色        | 專輯     | 2010年9月 | 曲目 - 沒時間 - 早上好 - 幸運星 |
| 5th    | Lost & Found 去寻找 | 專輯     | 2011年9月 | 曲目 - 去寻找 - 明天，你好 - 离开的理由 - 心生 |
| 6th    | 你不能爱我          | 專輯     | 2012年9月 | 曲目 - 你不能爱我 - 旅客 - 城市的天空 - 女朋友 - 魔力比啵 |
| 7th    | 时间的光            | 專輯     | 2014年    | 曲目 - 偶尔还是会想起你 - 何必怀念 - 离开，再见 - 星星 - 信仰年轻 |
| 8th    | 勇敢的人会拥有翅膀  | 專輯     | 2019年    | 曲目 1. 胜利之光 2. 勇敢的人会拥有翅膀 3. 一万个如果 4. 丘比特点赞 5. 你的王冠 6. 岁月季风 7. 追赶时间 8. 燕儿归 9. 第一个诗人诞生前 10. 燕儿归 (贺年版) (feat.黄旭) |

## 获奖
曾获得2005年北京流行音乐典礼的“2005年度先锋创作新人奖”。

## 其他作品

### 书籍
- 《LASIA和魔法师的小花园》 作者：Kiki 南海出版公司 2006-12-01 ISBN 9787544234283
- 《越孤单越长大》 作者：Kiki 万卷出版公司 2009-11 ISBN：9787547003114

### 單曲
- 《憶中人》（2015年12月）